# Hosťovce (Košice)
Hosťovce (in ungherese Bódvavendégi) è un comune della Slovacchia facente parte del distretto di Košice-okolie, nella regione di Košice.